# Chūō Gōdō Chōsha Daini-gōkan
おいお前恐ろし生きがいさした方々捕まれひとに巻くし叩かれましたChūō Gōdō Chōsha Daini-gōkan (中央合同庁舎第2号館?), conosciuto anche come Central Government Building No. 2, è un edificio governativo situato nel quartiere di Kasumigaseki, a Chiyoda, Tokyo, in Giappone.
È sede del Ministero degli affari interni e delle comunicazioni, dell'Agenzia per la gestione degli incendi e delle catastrofi, del Consiglio di sicurezza dei trasporti, dell'Agenzia nazionale di polizia, della Commissione nazionale per la pubblica sicurezza e del Tribunale giapponese per gli incidenti marittimi.

## Caratteristiche
Completato nei primi anni duemila, il Central Government Building No. 2 sorge nel sito del vecchio edificio numero due (noto anche come Palazzo dell'Autorità nazionale del personale governativo) e il suo design si ispira al vicino e preesistente Chūō Gōdō Chōsha Daisan-gōkan. L'esterno dell'edificio, infatti, è stato progettato in modo da richiamare le stesse caratteristiche degli edifici circostanti, come le linee di muro contigue e le finestre orizzontali.
Il Chūō Gōdō Chōsha Daini-gōkan funge da centro di controllo e prevenzione dei disastri naturali, e la stessa struttura è progettata per essere resistente ai terremoti, assumendo il ruolo di centro di coordinamento dei soccorsi durante tali eventualità. La sovrastruttura sul tetto, invece, funge da antenna radio, parabolica e wireless. L'edificio è alto circa 90 m (99 se si prende in considerazione la sovrastruttura posta sul tetto), consta di 21 piani (più 4 sotterranei) e si estende su un'area totale di 114.000 m², di cui 5.857 m² calpestabili.
L'edificio è inoltre dotato di attrezzature per il riutilizzo delle acque di scarico e dell'acqua piovana, di un sistema di isolamento termico a doppio strato, di apparecchi di illuminazione ad alta efficienza, di apparecchiature per la generazione di energia solare, di sistemi per lo sfruttamento della ventilazione naturale e di accumulatori termici.